# 魏大中
魏大中（1575年—1625年），原名廷鯁，字孔時，號廓園，浙江嘉興府嘉善縣人，明朝政治人物，東林六君子之一。

## 生平
魏大中自幼家貧，讀書砥行，背著書箱以師追隨高攀龍，以正學相勸勉。萬曆三十七年（1609年）己酉科浙江鄉試第二十二名舉人，四十四年（1616年）丙辰科三甲第十三名進士。授行人司行人，天啟元年（1621年）升工科給事中，升戶科右給事中、禮科左給事中、吏科都給事中。任官時不受贈遺，四壁蕭然，夫人織素如故，楊漣疏劾魏忠賢，魏大中上《擊逆璫疏》。《靜志居詩話》稱其為“骨鯁之臣”。天啟四年（1624年）魏廣微指使陳九疇彈劾魏大中，被貶三級。天啟五年（1625年）東廠興大獄，誣陷楊漣等六君子，收受熊廷弼的賄賂，判定楊漣、左光斗各坐贓二萬兩銀，魏大中三千兩銀。魏大中被捕入獄，被錦衣衛許顯純鞭笞拷打，「嚴刑追贓比較，五日一回奏」，最後竟被誣陷坐贓而死，享年五十一歲。其長子魏學洢領回屍體，匍匐扶櫬歸鄉。崇禎元年（1628年）追諡忠節。

## 著作
著有《藏密齋集》。

## 家族
祖父南川公魏祥。祖母楊氏、周氏。父魏邦直，初名德成，字君賢，號繼川，贈吏科都給事中，世居嘉兴，後徙嘉善；母薛氏，贈孺人。叔父魏邃元。從弟魏廷薦、魏廷相、魏廷棟。子魏學洢、魏學濂、魏學洙。從子魏學渠。